# 樋口こなつ
樋口 こなつ（ひぐち こなつ、2009年8月5日 - ）は、日本のファッションモデル。茨城県出身。

## 経歴
小学4年生の頃に小中学生向け雑誌Cuugalを買い始め、読者になる。小学5年生のときに、読者モデルオーディションに応募し合格し、Cuugal読者モデルになる。読者モデルにもかかわらず、初登場から5冊目で雑誌の表紙を飾るなどと注目を浴びる。その後、Cuugal総選挙2021で読者からの票を多く獲得し、小学6年生で専属モデルに昇格した。以後、中学2年生4月の卒業までに8度の表紙を飾った。
2025年3月、Popteen専属モデルオーディションに合格し、3月26日に代々木第一体育館で行われた超十代 -ULTRA TEENS FES- 2025 Popteen Stageで初お披露目となった。

## 人物
特技は、茶道、ピアノ、趣味はイラストを描くこと。好きな食べ物はトマト、抹茶。

### WEB
- Sincere Cleché カラーコンタクトモデル（2024.11）
- 三井住友Olive ショートドラマ 「コンビニ裁判」 女子高生役 出演

（2024.12）

### 雑誌
- 雑誌「Popteen」 - 専属モデル（2025年3月 - ）
- 雑誌「Cuugal」 - 専属モデル（2021年12月 - 2024年4月）

### イベント
- 超十代 -ULTRA TEENS FES- 2025（2025年3月）